# Gare de Fort Frances
La  gare de Fort Frances  est une gare ferroviaire canadienne, érigée par le chemin de fer Canadian Northern en 1913.

## Situation ferroviaire
La gare se trouve au mille 88,9 de la subdivision de Fort Frances du Canadien National.

## Histoire
Après une dizaine d’années, le Canadien National cherche à agrandir la gare ; les offres ferment pour l'addition à la gare le 11 octobre 1928 .

## Patrimoine ferroviaire
La gare est désignée gare ferroviaire patrimoniale du Canada depuis 1993. Le 12 mars 2001, la gare a été désignée comme bien patrimonial par la ville de Fort Frances. Elle bénéficie aussi d'une servitude de la fiducie du patrimoine ontarien.